# Aedes australis
Aedes australis är en tvåvingeart som först beskrevs av Wilhelm Ferdinand Erichson 1842.  Aedes australis ingår i släktet Aedes och familjen stickmyggor. Inga underarter finns listade i Catalogue of Life.